# Massachusetts General Hospital
Das Massachusetts General Hospital (MGH) mit Sitz in Boston im US-Bundesstaat Massachusetts ist das älteste und größte Lehrkrankenhaus der Medizinischen Fakultät der Harvard University. Die seit 1811 bestehende Einrichtung zählt hinsichtlich der diagnostischen Möglichkeiten, der verfügbaren Behandlungen, der Krankenpflege und der Forschung zu den führenden Krankenhäusern in den USA.

## Geschichte
Das Massachusetts General Hospital wurde 1811 gegründet und ist damit das drittälteste Allgemeinkrankenhaus in den Vereinigten Staaten sowie das älteste und größte in Neuengland. Der ursprüngliche Bau wurde 1818 errichtet. Sein Architekt Charles Bulfinch wurde noch während der Bauzeit nach Washington berufen, wo er das Amt des Architect of the Capitol übernahm. Horace Wells führte hier mit Erlaubnis des Klinikleiters John Collins Warren am 25. Januar 1845 (erfolglos) eine Lachgasanwendung zur schmerzlosen Zahnentfernung vor. Am Morgen des 16. Oktobers 1846 fand im sogenannten Äther-Dom zum ersten Mal in der Medizingeschichte eine erfolgreich demonstrierte Operation am Menschen durch John Collins Warren unter einer von William Thomas Green Morton, Partner und ehemaliger Schüler von Wells, durchgeführten Narkose mit Hilfe von Diethyläther statt, was den Anstoß zur allgemeinen Anwendung der Äthernarkose gab.
Organisatorisch wird das Massachusetts General Hospital seit 1994 von der gemeinnützigen Gesellschaft Partners HealthCare getragen, die neben dem MGH auch für eine Reihe von weiteren Krankenhäusern in Massachusetts zuständig ist, von denen die meisten ebenfalls der Harvard University angegliedert sind.

## Struktur und Ausstattung
Das Massachusetts General Hospital verfügt an seinem Hauptstandort sowie an vier Außenstellen in Boston und dessen Umgebung über 902 Betten (Stand 2006). Das medizinische Angebot des MGH umfasst nahezu alle Fachdisziplinen der Medizin. Die Notaufnahme ist als Traumazentrum nach dem höchstmöglichen Standard (Level 1) des American College of Surgeons ausgestattet. Mit rund 19.000 Mitarbeitern, darunter rund 3.600 Ärzte, Zahnärzte, Psychologen und andere Angestellte im medizinischen Fachpersonal sowie rund 2.900 im Pflegebereich, ist das MGH der größte nicht-staatliche Arbeitgeber in Boston.

## Leistungen
Am Massachusetts General Hospital werden pro Jahr über 46.000 Patienten stationär aufgenommen, darunter rund 35.000 operative Eingriffe und über 3.000 Geburten. Die Zahl der ambulant behandelten Patienten beträgt etwa eine Million pro Jahr. Darüber hinaus werden jährlich rund 70.000 Notfallpatienten behandelt, darunter etwa 2.000 Traumafälle und etwa 2.000 Notoperationen.
In verschiedenen Studien und Vergleichstests belegt das MGH regelmäßig Spitzenplätze, insbesondere in den Bereichen Psychiatrie, Endokrinologie, Orthopädie, Atemwegserkrankungen, Neurologie und Neurochirurgie, Nierenerkrankungen und Verdauungsstörungen, Kardiologie, Rheumatologie, Onkologie, Urologie, Gynäkologie sowie Hals-Nasen-Ohren-Heilkunde. Im jährlichen Krankenhaus-Ranking des Wochenmagazins U.S. News & World Report zählt das Massachusetts General Hospital seit mehreren Jahren zu den fünf besten Krankenhäusern in den Vereinigten Staaten.
Seit 2003 trägt das Massachusetts General Hospital den Titel eines „Magnet Hospital“, die höchste von der American Nurses Association vergebene Anerkennung für Exzellenz im Bereich pflegerischer Leistungen. Das MGH betreibt darüber hinaus mit einem Forschungsbudget von rund 500 Millionen US-Dollar das umfangreichste Forschungsprogramm aller Krankenhäuser in den USA.